# Santiago de Vera
Santiago de Vera était un juge espagnol, qui fut gouverneur général des Philippines du 16 mai 1584 à	mai 1590.

## Biographie
Natif d'Alcalá de Henares, il fut alcade au Mexique. Il fit partie des premiers juges à siéger à le Real Audiencia de Manille, arrivant la 16 mai 1584 sur l'archipel. L'Audiencia avait été réclamée pour arbitrer les conflits entre l'Église et l'administration civile. À cette date, la colonie était gouvernée par intérim par Diego Ronquillo, qui avait succédé à son oncle Gonzalo Ronquillo de Peñalosa en 1583. Toutefois, Diego Ronquillo fut soupçonné d'avoir détourné des fonds royaux, et fut emprisonné. Santiago de Vera lui succéda le 16 mai 1584.
Sous sa gouvernance, Santiago de Vera entreprit la reconstruction de Manille qui fut largement détruite sous son prédécesseur par un incendie. Il ordonna la construction de maisons en pierre pour éviter de danger. Il entreprit aussi la construction d'un fort en pierre ainsi que de défense autour de la ville. Il demande aussi des renforts militaires auprès de la couronne.
À la fin de sa fonction de gouverneur en mai 1590, il repartit pour le Mexique où il fut membre de l'Audiencia. Gómez Pérez Dasmariñas lui succéda aux Philippines.